# Anthopotamus myops
Anthopotamus myops is een haft uit de familie Potamanthidae. De wetenschappelijke naam van de soort is voor het eerst geldig gepubliceerd in 1863 door Walsh.
De soort komt voor in het Nearctisch gebied.